# مورغان كينغ
مورغان كينغ (بالإنجليزية: Morgan King)‏ هو كاتب أغاني ومنتج أسطوانات بريطاني، ولد في 28 مارس 1961.

## وصلات خارجية
- الموقع الرسمي
- مورغان كينغ على موقع ميوزك برينز (الإنجليزية)
- مورغان كينغ على موقع ديسكوغز (الإنجليزية)